# 艾瑪·科克
艾瑪·科克（荷蘭語：Emma Kok；2008年3月12日—），是一位荷蘭歌手，她在2021年赢得由荷蘭電視台舉辦的《The Voice Kids》第十季冠軍。2023年，她與安德烈·瑞欧和約翰·施特勞斯管弦樂團合作演唱法語歌曲《Voilà》，在YouTube獲得超過8000萬人次觀看而走紅。

## 幼年
科克在2008年3月出生於荷蘭林堡省马斯特里赫特，與父母一起居於凱爾克拉德，她的父母是一對在音樂廳相識的音樂家。科克在家中還有一位擔任小提琴手的哥哥，和一位是古典歌手的姊姊。
科克自小患有胃輕癱，這是一種罕見病，患者的腸胃難以正常消化食物，容易出現嘔吐，不能通過口腔進食獲取足夠營養，引致長期營養不良，體重較輕，身體也較虛弱，並且對兒童的發育產生負面的影響。科克自9個月大，便需要依賴喂食管道進食。基於維持生命的需要，科克在幼年時便接受了胃造瘻手術，醫生在她的腹部設置永久造口，安裝由體外連接到胃部的喂食喉管及接頭，使賴以維生的營養液可通過電泵由體外直接注入到胃內。因為喂食管道每5個月左右便需要更換，所以科克必須定期到醫院接受更換喉管的手術。該疾病不但使科克無法如平常人般進食，腹部的造口也使她無法參與一般學童可參加的運動，又因為經常需要到醫院覆診，在學業及社交方面都比平常人面對更多的挑戰。科克的童年飽受頑疾引起的身心煎熬，她無法與家人一起聚餐，體型亦較同齡的女童矮小，在學校內曾經遭受欺凌。

## 演藝
科克在2021年4月參加由荷蘭電視台RTL 4舉辦的《The Voice Kids》第十季歌唱比賽，通過多個回合的競逐後，科克在同年6月舉行的最終回合以第一名勝出比賽。同年8月在荷蘭林堡省出席一場為2021年歐洲洪災籌款而舉辦的慈善演唱會。2022年3月11日推出首支個人單曲“Laat Mij Een Vlinder Zijn”。
2023年1月，科克參加由荷蘭電視台SBS 6舉辦的《Ministars》歌唱比賽，在2月的決賽翻唱由法國女歌手芭芭拉·普拉維原唱的《Voilà》赢得冠軍 。同樣來自马斯特里赫特的荷蘭小提琴家兼指揮家安德烈·瑞欧對科克的歌唱表現印象深刻，於是邀請她參與約翰·施特勞斯管弦樂團於同年7月在弗萊特霍夫廣場舉行的年度音樂會中的歌唱表演，瑞歐在音樂會上向觀眾介紹科克時，形容時年15歲的科克是勇敢地面對頑疾及努力地過與平常人一樣的生活的一位女孩，科克在音樂會上演唱《Voilà》的歌藝深受觀眾讚賞，上載於YouTube的演唱視頻在5天有260萬次觀看，瑞歐繼續邀請科克在樂團的表演中演唱，包括在同年12月舉行的聖誕音樂會。德國女歌手海倫娜·菲舍爾於同月邀請科克一同演唱《Voilà》。在2024年5月5日的荷蘭解放日，科克參加在荷蘭首都阿姆斯特丹舉行的年度音樂會，在荷蘭國王亞歷山大與王后麥克西瑪蒞臨的音樂會中演出。2024年10月，瑞歐確認科克參加約翰·施特勞斯管弦樂團在2025年的世界巡迴表演。

## 外部鏈接
维基共享资源上的相關多媒體資源：艾瑪·科克
- Foundation Gastrostars (English)